# Weemseesdet
Weemseesdet ist der Name der ersten luxemburgischen TV-Sitcom, die von Oktober 2011 bis März 2012 freitags abends auf RTL Télé Lëtzebuerg ausgestrahlt wurde.
Die Serie wurde von Deal Productions (Désirée Nosbusch und Alexandra Hoesdorff-Rosen) nach Texten von Claude Lahr und Marc Limpach produziert. Insgesamt wurden 24 Episoden mit einer Länge von jeweils ca. 25 Minuten produziert. Die Dreharbeiten begannen am 5. Juli und dauerten bis September 2011. Die Serie hatte ein Budget von 1,5 Millionen Euro, von dem zwei Drittel der Luxemburger Filmfonds und ein Drittel RTL übernahmen.
Hauptpersonen sind die Mitglieder der luxemburgischen Familie Wampach. Romain Wampach (gespielt von Germain Wagner) ist ein idealistischer, zynischer Professor und seine Frau Georgette (Nicole Max) eine aufbrausende Psychologin. Sie haben zwei Kinder, Fränz (Luc Lamesch) und Charlotte (Eugénie Anselin).
Weitere Personen sind u. a. die Putzfrau Maria Teixeira Dos Santos (Martine Borg) und deren Sohn Raoul (Nilton Martins D'Almeida), das Nachbarspaar Frau und Herr Konsbrück (gespielt von Produzentin Désirée Nosbusch und Mickey Hardt), der Großvater (Fernand Fox), und Laura Leinweber (Anne Bredimus), Charlottes beste Freundin.
Thematisiert werden Generationenkonflikte, pubertierende Teenager, Schwärmereien, Sorgen mit den lieben Nachbarn usw.
Die Titelmusik stammt von Serge Tonnar.